# Gartenzwerg auf Reise
Gartenzwerg auf Reise beschreibt ein Phänomen, bei dem Gartenzwerge ihren Aufstellungsort für eine befristete Zeit – manchmal auch dauerhaft – verlassen.
Neben einem Diebstahl kommt als Grund dafür auch eine organisierte Reise für den Eigentümer eines Gartenzwergs und sogar für die Zwerge selbst in Frage. So hatte die Stadt Winsen an der Luhe als Marketingidee zur Landesgartenschau 2006 Zwerchtesgaden ein Pauschalangebot mit einem Gartenzwergtreff auf der Gartenschau ins Leben gerufen. In Belgien erreichte der Gartenzwerg Jerome Angus Graham III. landesweite Bekanntheit, nachdem ihn Reisepaten bis in die Antarktis mitgenommen hatten. Der mit Sonnenbrille und Badelatschen ausgestattete Leprechaun wird als Reisebegleitung von seinem Eigentümer verliehen und seine Tourerlebnisse im bebilderten Reisetagebuch veröffentlicht. Die Berichte dazu belegen die Ernsthaftigkeit der Paten, diesen mit einer fiktiven Biographie versehenen Gnomen zum weitestgereisten seiner Art machen zu wollen, bisweilen wird er auch als Kurzweil für mitreisende Kinder zweckentfremdet.
Demgegenüber stehen unterschiedliche Motive, die manchmal das unfreiwillige Verschwinden von Zwergen begründen, so hinterlassen Kidnapper Nachrichten wie: „Ich musste mal schnell weg!“ Oft ist auch die Rückkehr der Gartenmännchen mit Überraschungen verbunden, indem Belege über unwahrscheinliche Erlebnisse während der Abwesenheit beigelegt werden. Gemeinsam ist fast immer die für einen Ziergegenstand untypische Art der Personalisierung oder die Dokumentation außergewöhnlicher Erlebnisse.
Einer größeren Öffentlichkeit bekannt wurde das Phänomen als Nebenhandlung im Film Die fabelhafte Welt der Amélie, in dem eine Stewardess einen Gartenzwerg durch die Welt chauffiert, worauf dessen Besitzer es seinem Zwerg in Sachen persönlicher Welterkundung später gleichtut. Die Ursprünge des Motivs sollen in das Australien der 1980er Jahre zurückreichen. Am 24. September 1986 war im Sydney Morning Herald zu lesen, dass einer Frau der Gartenzwerg gestohlen worden war. An dessen Stelle habe sie eine Nachricht vorgefunden (hier sinngemäß übertragen): „Liebe Mami, ich habe es nicht mehr ausgehalten, ich bin abgehauen um die Welt zu sehen. Sei mir nicht bös’, ich bin bald zurück. In Liebe Bilbo xxx“.

## Murphy

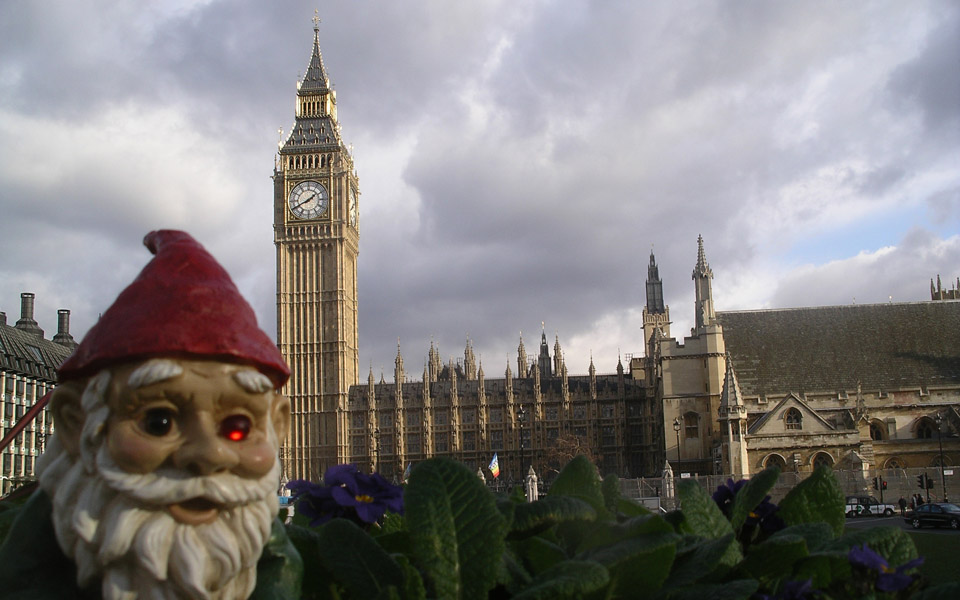
Gartenzwerg auf Reise in London

Von einem ähnlichen Fall berichteten englische Medien im Jahr 2008. Sieben Monate dauerte die Reise des Gartenzwerges Murphy aus Gloucester. Der 22-jährige Student Simon Randles stahl die 3,6 kg schwere Zierfigur im Januar 2008 aus dem Vorgarten von Derrick und Eve Stuart-Kelso. Während der Weltreise, die ihn unter anderem nach Südafrika, Australien und China führte, half Murphy seinem Entführer Randles, Kontakte zu knüpfen. Nach seiner Rückkehr brachte Randles Murphy in den Vorgarten zurück. Er hinterlegte zudem eine Einkaufstasche, die ein Album mit 48 Fotografien enthielt, die während Murphys Weltreise aufgenommen worden waren. Außerdem schrieb Randles einen Brief im Namen Murphys an dessen Eigentümer. Murphy begründete in diesem Schreiben sein Verschwinden damit, dass das Leben mehr zu bieten habe, als den ganzen Tag den Straßenverkehr zu beobachten und Katzen-Urin abzubekommen. Randles suchte das Ehepaar Stuart-Kelso etwas später auf und erzählte ihnen die Ereignisse. Eve Stuart-Kelso sagte sinngemäß, dass die rührende Geschichte ihr einen schlechten Tag versüßt habe. Sie wolle von einer Anzeige Abstand nehmen, warnte den ehrlichen Dieb aber vor einer Wiederholung. Nach Angaben der örtlichen Ermittlungsbehörden würde der Diebstahl jedoch wie jede andere Straftat verfolgt.